# Обрезановка
Обреза́новка (укр. Обрізанівка) — село, Гонтово-Ярский сельский совет,
Валковский район, Харьковская область.
Код КОАТУУ — 6321282007.
Присоединено к селу Старые Валки в 1997 году.

## Географическое положение
Село Обрезановка находится на расстоянии в 1 км от села Старые Валки и пгт Ковяги.

## История
- В 1940 году, перед ВОВ, на хуторе Обрезановка был 21 двор.[2]
- 1997 — присоединено к селу Старые Валки[1].